# Charles R. Plott
Charles Raymond Plott (* 8. Juli 1938 in Frederick (Oklahoma)) ist ein US-amerikanischer Ökonom.

## Leben
Plott erwarb 1961 an der Oklahoma State University einen B.S. in Produktionsmanagement, 1964 einen M.S. in Wirtschaftswissenschaften. Er wechselte an die University of Virginia, an der er 1965 bei James M. Buchanan den Grad eines Ph.D. in Wirtschaftswissenschaften erlangte. Der Titel der Dissertation lautete Influences of decision processes on urban renewal. Anschließend war er an der Purdue University zunächst von 1965 bis 1967 Assistenzprofessor, dann von 1968 bis 1970 Associate Professor der Wirtschaftswissenschaften.
Seit 1971 ist Plott am California Institute of Technology Wirtschaftsprofessor, seit 1987 Direktor des Laboratory for Experimental Economics and Political Science. Von 1987 bis 2013 war Plott Edward S. Harkness-Professor of Economics and Political Science am California
Institute of Technology, seit 2013 dort William D. Hacker-Professor of Economics and Political Science.
Plott war von 1976 bis 1978 Präsident der Public Choice Society, von 1985 bis 1987 Vizepräsident, von 1989 bis 1990 Präsident der Southern Economic Association, von 1987 bis 1988 Präsident der Economic Science Association; von 1998 bis 1999 Präsident der Western Economic Association International sowie von 2009 bis 2010 Präsident der Society for the Advancement of Economic Theory. Er wurde 1985 in die American Academy of Arts and Sciences und 2007 in die National Academy of Sciences aufgenommen.
Plott beschäftigt sich mit Verhaltensökonomie, experimenteller Wirtschaftsforschung sowie der Frage der Regulierung. Außerdem forscht er zu Politikdesign.

## Publikationen (Auswahl)
- mit David M. Grether und R. Marc Isaac: The Allocation of Scarce Resources: Experimental Economics and the Problem of Allocating Airport Slots, Westview Press, 1989. ISBN 978-0813375434.
- Public Economics, Political Processes and Policy Applications. Collected Papers on the Experimental Foundations of Economics and Political Science, Volume One, Edwar Elgar Publishing, 2001. ISBN 978-1858980652.
- Market Institutions and Price Discovery. Collected Papers on the Experimental Foundations of Economics and Political Science, Volume Two, Edwar Elgar Publishing, 2002. ISBN 978-1840643954.
- Information, Finance and General Equilibrium. Collected Papers on the Experimental Foundations of Economics and Political Science, Volume Three, Edwar Elgar Publishing, 2002. ISBN 978-1840643961.
- mit Vernon L. Smith: Handbook of Experimental Economics Results, Edwar Elgar Publishing, 2008. ISBN 978-0444826428.